# Решетникова (Исетский район)
Решетникова — деревня в Исетском районе Тюменской области России. Входит в состав Красновского сельского поселения.

## География
Деревня находится в юго-западной части Тюменской области, в пределах юго-западной части Западно-Сибирской низменности, в подзоне северной лесостепи, на берегах реки Бешкиль, на расстоянии примерно 17 километров (по прямой) к северо-западу от села Исетского, административного центра района. Абсолютная высота — 104 метра над уровнем моря.

### Климат
Климат континентальный с холодной зимой и жарким непродолжительным летом. Продолжительность солнечного сияния — 2076 часов в год. Безморозный период длится в среднем 191 день. Среднегодовое количество осадков — 374 мм, из которых около 304 мм выпадает в период с апреля по октябрь. Продолжительность периода с устойчивым снежным покровом — 150 дней.

## Население
| 2010 |
| ---- |
| 120  |

### Половой состав
По данным Всероссийской переписи населения 2010 года в половой структуре населения мужчины составляли 48,3 %, женщины — соответственно 51,7 %.

### Национальный состав
Согласно результатам переписи 2002 года, в национальной структуре населения русские составляли 97 % из 125 чел.